# Фасета (геометрія)
Фасета в геометрії — елемент багатогранника або пов'язаної геометричної структури, як правило на одиницю меншої розмірності від самої структури.
- У тривимірному просторі фасета багатогранника — будь-який багатокутник, вершини якого є вершинами багатогранника, але який сам не є гранню[1][2]. Огранювання багатогранника — знаходження й об'єднання фасет, які утворюють новий багатогранник. Процес є оберненим до утворення зірчастої форми і може бути застосований до багатогранників високих розмірностей[3].
- У комбінаториці багатогранників і загальній теорії багатогранників фасета багатогранника розмірності n — грань, що має розмірність n-1. Фасети можна назвати (n-1)-гранями або гіпергранями[4][5]. В тривимірній геометрії їх часто називають «гранями» без подальших уточнень[6].
- Фасета симпліційного комплексу — максимальний симплекс, що не є межею іншого симплекса комплексу[7]. Для симпліційних багатогранників це збігається з комбінаторним визначенням.